# The Price You Got to Pay to Be Free
The Price You Got to Pay to Be Free è il 13° album live di Julian Cannonball Adderley, pubblicato dalla Capitol Records nel 1970.

## Tracce
Lato A
1. Soul Virgo – 1:46 (Walter Booker, Rick Holmes)
2. Rumplestiltskin – 5:11 (Joe Zawinul)
3. Inquisition – 2:15 (Nat Adderley Sr.)
4. Devastatement – 2:55 (Nat Adderley Sr.)
5. Pra Dizer Adeus (To Say Goodbye) – 2:49 (Edù Lobo, Torquato Netto)

Durata totale: 14:56
Lato B
1. The Price You Got to Pay to Be Free – 4:40 (Nat Adderley Sr.)
2. Some Time Ago – 4:29 (Sergio Mihanovich)
3. Exquisition – 4:00 (Nat Adderley Sr.)
4. Painted Desert – 6:11 (Joe Zawinul)
5. Directions – 1:07 (Joe Zawinul)

Durata totale: 20:27
Lato C
1. Down in Black Bottom – 5:17 (Nat Adderley Sr.)
2. 1-2-3-Go-O-O-O! – 4:41 (The Cannonball Adderley Quintet)
3. Lonesome Stranger – 1:55 (Nat Adderley Sr.)
4. Get Up Off Your Knees – 4:59 (Julian Cannonball Adderley)
5. Wild-Cat Pee – 3:10 (Julian Cannonball Adderley)

Durata totale: 20:02
Lato D
1. Alto Sex – 1:42 (Julian Cannonball Adderley)
2. Bridges – 4:45 (Milton Nascimento)
3. Out and In – 5:40 (Julian Cannonball Adderley)
4. Together – 6:31 (Nat Adderley Jr.)
5. The Scene – 0:30 (Nat Adderley Sr., Joe Zawinul)

Durata totale: 19:08

## Musicisti
Adderley Quintet
- Julian Cannonball Adderley - sassofono alto, sassofono soprano + voce (brano D2)
- Nat Adderley Sr. - cornetta, voce (brani A5, C1 & C3), voce, pianoforte acustico (brano B1), pianoforte elettrico (brano C3),  chitarra acustica (brano C1), voce (brano D4)
- Joe Zawinul - pianoforte, celeste (brani C3 & D2)
- Walter Booker - chitarra acustica (brani A5 & D2), contrabbasso
- Bob West - contrabbasso (brano D2), basso elettrico (brani B1 & C1)